# Frank B. Kellogg
Frank B. Kellogg (Potsdam, New York, 1856. december 22. – Saint Paul, 1937. december 21.) az Amerikai Egyesült Államok szenátora (Minnesota, 1917–1923).